# لو سميث
لو سميث (بالإنجليزية: Lou Smyth)‏ هو لاعب كرة قدم أمريكية أمريكي، ولد في 19 مارس 1898 في كيلبورن في الولايات المتحدة، وتوفي في 11 سبتمبر 1964.

## وصلات خارجية
- لو سميث على موقع مرجع كرة القدم المحترفة.كوم (الإنجليزية)